# Дискографія Thirty Seconds to Mars
Дискографія американського альтернативного рок-гурту Thirty Seconds to Mars налічує п'ять студійних альбомів, три EP, чотирнадцять відеокліпів і одинадцяти синглів. Гурт Thirty Seconds to Mars заснували 1998 року в Лос-Анджелесі Джаред Лето (вокал, ритм-гітара, соло-гітара, клавішні) і його брат Шеннон (ударні, акустична гітара). У 1999 році музиканти підписали контракт з Immortal і Virgin Records і по закінченні трьох років випустили свій дебютний альбом, що дістав назву 30 Seconds to Mars. Альбом дебютував під номером 107 в рейтингу Billboard 200 і згодом дістався першого місця в рейтингу Top Heatseekers, розійшовшись тиражем 121000 примірників в США. 2000 року з цього альбому вийшло два сингли: «Capricorn (A Brand New Name)» і «Edge of the Earth». Перший з них досяг 31 місця в Hot Mainstream Rock Tracks і першого місця в Top Heatseekers.
Другий альбом, A Beautiful Lie, записувався на чотирьох континентах в п'яти країнах упродовж трьох років. Цей альбом розширив аудиторію гурту і отримав статус платинового в США, Італії та Великій Британії, ставши золотим в деяких країнах. З цього альбому вийшло чотири сингли: «Attack», «The Kill», «From Yesterday», «A Beautiful Lie». «Attack» тривалий час, починаючи з першого тижня, очолював хіт-парад на альтернативному радіо, тоді як «The Kill» встановив рекорд, ставши найтривалішим хітом в історії Hot Modern Rock Tracks, залишаючись в хіт-параді впродовж 94 тижнів, останній раз піднявшись на її вершину 2006 року. Третій сингл «From Yesterday», також перебував кілька тижнів на вершині Hot Modern Rock Tracks. Кількість проданих копій альбому «A Beautiful Lie» перевищила 4 мільйони.
Після завершення судового процесу з EMI на $30 мільйонів, гурт випустив свій третій альбом This is War 4 грудня 2009 року. Цей альбом очолив американські чарти, досяг першого місця в Tastemaker Albums, став номером два в чартах Alternative Albums  і Digital Albums, став третім в Rock Albums і вісімнадцятим в Billboard 200. Два перших сингли з цього альбому, «Kings and Queens» і «This is War», досягли максимуму в Dance Songs і четвертого місця в Rock Songs. Третій сингл, «Closer to the Edge», також тривалий час перебував у хіт-параді UK Rock Chart.

## Альбоми

### Студійні альбоми
| Рік                                                                                 | Подробиці | Найвищі місця в чартах | Найвищі місця в чартах | Найвищі місця в чартах | Найвищі місця в чартах | Найвищі місця в чартах | Найвищі місця в чартах | Найвищі місця в чартах | Найвищі місця в чартах | Найвищі місця в чартах | Найвищі місця в чартах | Сертифікації                                                                                              |
| Рік                                                                                 | Подробиці | США                    | АВС                    | АВТ                    | НІМ                    | ІТА                    | НОЗ                    | ПОР                    | ФІН                    | ШВА                    | ВЕЛ                    | Сертифікації                                                                                              |
| ----------------------------------------------------------------------------------- | --- | ---------------------- | ---------------------- | ---------------------- | ---------------------- | ---------------------- | ---------------------- | ---------------------- | ---------------------- | ---------------------- | ---------------------- | --- |
| 2002                                                                                | 30 Seconds to Mars - Вихід: 27 серпня 2002 року - Лейбл: Immortal - Формат: CD, LP, ЦД                            | 107                    | 89                     | —                      | —                      | —                      | —                      | —                      | —                      | —                      | 136                    | Список - ВЕЛ: срібло                                                                                      |
| 2005                                                                                | A Beautiful Lie - Вихід: 30 серпня 2005 року - Лейбл: Virgin Records - Формат: CD, CD+DVD, LP, ЦД, бокс-сет       | 36                     | 20                     | 10                     | 30                     | 11                     | 20                     | 23                     | 15                     | 49                     | 38                     | Список - США: Платиновий - АВС: Золотий - ВЕЛ: Платиновий - НІМ: Золотий - КАН: Золотий                   |
| 2009                                                                                | This Is War - Вихід: 4 грудня 2009 року - Лейбл: Virgin Records, EMI - Формат: CD, CD+DVD, LP, ЦД                 | 19                     | 18                     | 8                      | 12                     | 19                     | 9                      | 6                      | 19                     | 20                     | 15                     | Список - США: Золотий - АВС: Золотий - АВТ: Золотий - ВЕЛ: Платиновий - НІМ: Платиновий - ПОЛ: Платиновий |
| 2013                                                                                | Love, Lust, Faith and Dreams - Вихід: 21 травня 2013 року - Лейбл: Virgin, Universal - Формат: CD, CD+DVD, LP, ЦД | 6                      | 4                      | 3                      | 3                      | 3                      | 11                     | 3                      | 13                     | 5                      | 5                      | Список - ПОЛ: Золотий - АВТ: Золотий - НІМ: Золотий - ВЕЛ: Золотий                                        |
| 2018                                                                                | America - Вихід: 6 квітня 2018 року - Лейбл: Interscope Records - Формат: CD, касета, ЦД                          | 2                      | 10                     | 1                      | 1                      | 2                      | 2                      | —                      | 13                     | 2                      | 4                      | |
| Знаком «—» позначено релізи, що не потрапили до чарту або не виходили в цій країні. | |                        |                        |                        |                        |                        |                        |                        |                        |                        |                        | |

### Міні-альбоми
| 2007                                              | AOL Sessions Undercover - Вихід: 13 березня 2007 року - Лейбл: Virgin - Формат: ЦД          | —  | —  | —  | —  | — |
| 2008                                              | To the Edge of the Earth - Вихід: 25 березня 2008 року - Лейбл: Virgin - Формат: CD+DVD     | —  | —  | —  | —  | — |
| 2011                                              | MTV Unplugged: 30 Seconds to Mars - Вихід: 19 серпня 2011 року - Лейбл: Virgin - Формат: ЦД | 76 | 12 | 16 | 38 | 3 |
| «—» ставиться, якщо альбом не потрапив до в чарту |                                                                                             |    |    |    |    |   |

## Сингли
| Дата                                                                               | Сингл                            | Найвищі місця в чартах | Найвищі місця в чартах | Найвищі місця в чартах | Найвищі місця в чартах | Найвищі місця в чартах | Найвищі місця в чартах | Найвищі місця в чартах | Найвищі місця в чартах | Найвищі місця в чартах | Найвищі місця в чартах | Сертифікація                                              | Альбом                       |
| Дата                                                                               | Сингл                            | B100                   | ALT                    | MAIN                   | АВС                    | АВТ                    | КАН                    | НІМ                    | НІД                    | НОЗ                    | ВЕЛ                    | Сертифікація                                              | Альбом                       |
| ---------------------------------------------------------------------------------- | -------------------------------- | ---------------------- | ---------------------- | ---------------------- | ---------------------- | ---------------------- | ---------------------- | ---------------------- | ---------------------- | ---------------------- | ---------------------- | --------------------------------------------------------- | ---------------------------- |
| 23.07.2002                                                                         | «Capricorn (A Brand New Name)»   | —                      | —                      | 31                     | —                      | —                      | —                      | —                      | —                      | —                      | —                      |                                                           | 30 Seconds to Mars           |
| 27.01.2003                                                                         | «Edge of the Earth»              | —                      | —                      | —                      | —                      | —                      | —                      | —                      | —                      | —                      | —                      |                                                           | 30 Seconds to Mars           |
| 12.04.2005                                                                         | «Attack»                         | —                      | 22                     | 38                     | —                      | —                      | 82                     | —                      | —                      | —                      | 148                    |                                                           | A Beautiful Lie              |
| 24.01.2006                                                                         | «The Kill (Bury Me)»             | 65                     | 3                      | 14                     | 20                     | 41                     | 1                      | 58                     | 51                     | 22                     | 28                     |                                                           | A Beautiful Lie              |
| 07.11.2006                                                                         | «From Yesterday»                 | 76                     | 1                      | 11                     | 33                     | 53                     | 2                      | 72                     | 8                      | 13                     | 37                     | НОЗ: Золотий                                              | A Beautiful Lie              |
| 17.12.2007                                                                         | «A Beautiful Lie»                | —                      | 37                     | —                      | —                      | —                      | 27                     | 92                     | 42                     | —                      | —                      |                                                           | A Beautiful Lie              |
| 13.09.2009                                                                         | «Kings and Queens»               | 82                     | 3                      | 4                      | 67                     | 35                     | 70                     | 39                     | 21                     | 14                     | 28                     | НОЗ: Золотий                                              | This Is War                  |
| 26.03.2010                                                                         | «This Is War»                    | 72                     | 1                      | 4                      | —                      | 73                     | 67                     | 79                     | 52                     | —                      | 51                     |                                                           | This Is War                  |
| 20.08.2010                                                                         | «Closer to the Edge»             | 99                     | 7                      | 21                     | 13                     | 20                     | —                      | 26                     | 44                     | 21                     | 44                     | Список - АВС: Платиновий - НОЗ: Золотий - ПОР: Платиновий | This Is War                  |
| 10.01.2011                                                                         | «Hurricane 2.0» (с Канье Уэстом) | —                      | —                      | —                      | 67                     | —                      | —                      | 45                     | 46                     | —                      | 124                    |                                                           | This Is War                  |
| 19.03.2013                                                                         | «Up in the Air»                  | 107                    | 4                      | 16                     | 68                     | 45                     | 32                     | 54                     | 49                     | —                      | 45                     | ПОР: Золотий                                              | Love, Lust, Faith and Dreams |
| 01.07.2013                                                                         | «Do or Die»                      | —                      | 20                     | 38                     | —                      | 75                     | 62                     | —                      | 42                     | —                      | —                      |                                                           | Love, Lust, Faith and Dreams |
| 30.07.2013                                                                         | «City of Angels»                 | —                      | 8                      | 31                     | 93                     | —                      | 29                     | 92                     | —                      | —                      | —                      | ПОР: Золотий                                              | Love, Lust, Faith and Dreams |
| 22.08.2017                                                                         | "Walk On Water"                  | —                      | 2                      | 5                      | 99                     | 39                     | —                      | 84                     | 50                     | —                      | 87                     |                                                           | TBA                          |
| Знаком «—» означає сингли, які не потрапили до чарту або не виходили в цій країні. |                                  |                        |                        |                        |                        |                        |                        |                        |                        |                        |                        |                                                           |                              |

### Промосингли
| Рік  | Сингл                                | Примечание                                                                                               |
| ---- | ------------------------------------ | --- |
| 2002 | «Songs From 30 Seconds To Mars»      | - Містить демо-версію «Capricorn (A Brand New Name)» и «End of the Beginning».                           |
| 2006 | «Two Beautiful Lies»                 | - Містить відредаговану версію «The Kill», a також запис наживо «Attack» і фото-альбом прихильників.     |
| 2006 | «The Kill (Bury Me) [Live]»          | - Акустична версія «The Kill», зареєстрована на VH1. 35-те місце в хіт-параді Alternative Songs.         |
| 2006 | «The Story / Was It a Dream? (Live)» | - Ексклюзивний iTunes Live концерт «The Story» и «Was It a Dream?»                                       |
| 2010 | «Search and Destroy»                 | - Зі студійного альбому This Is War. 77-ме місце в польському сингловому чарті і в польському рок-чарті. |

## Інші пісні, які потрапили до чартів
Наступні пісні не виходили як сингли, але потрапили до чартів через незапитувану трансляцію або цифрові завантаження.
| Рік                                                                               | Пісня                     | Найвищі місця в чартах | Найвищі місця в чартах | Найвищі місця в чартах | Найвищі місця в чартах | Альбом             |
| Рік                                                                               | Пісня                     | POL                    | POL Rock               | PRT                    | UK Rock                | Альбом             |
| --------------------------------------------------------------------------------- | ------------------------- | ---------------------- | ---------------------- | ---------------------- | ---------------------- | ------------------ |
| 2008                                                                              | «Battle of One»           | —                      | —                      | 27                     | —                      | A Beautiful Lie    |
| 2008                                                                              | Hunter                    | 29                     | 1                      | 4                      | —                      | A Beautiful Lie    |
| 2009                                                                              | «Hurricane»               | 32                     | 1                      | —                      | 39                     | This Is War        |
| 2010                                                                              | «Alibi»                   | 49                     | 8                      | —                      | —                      | This Is War        |
| 2010                                                                              | «Night of the Hunter»     | 65                     | 14                     | —                      | —                      | This Is War        |
| 2010                                                                              | «Vox Populi»              | 59                     | 11                     | —                      | —                      | This Is War        |
| 2010                                                                              | «Buddha for Mary»         | 28                     | 1                      | —                      | —                      | 30 Seconds to Mars |
| 2010                                                                              | «Welcome to the Universe» | —                      | 4                      | —                      | —                      | 30 Seconds to Mars |
| Знаком «—» означає пісні, які не потрапили до чарту або не виходили в цій країні. |                           |                        |                        |                        |                        |                    |

## Відеокліпи
| Дата              | Відео                          | Режисер            |
| ----------------- | ------------------------------ | ------------------ |
| 6 серпня 2002     | «Capricorn (A Brand New Name)» | Пол Федор          |
| 22 березня 2003   | «Edge of the Earth»            | Кевін Маккалоу     |
| 1 вересня 2005    | «Attack»                       | Пол Федор          |
| 5 травня 2006     | «The Kill»                     | Бартолом'ю Каббінз |
| 4 грудня 2006     | «From Yesterday»               | Бартолом'ю Каббінз |
| 29 січня 2008     | «A Beautiful Lie»              | Ангакок Паніпак    |
| 16 вересня 2008   | «A Beautiful Lie 2.0»          | Ангакок Паніпак    |
| 12 листопада 2009 | «Kings and Queens»             | Бартолом'ю Каббінз |
| 9 червня 2010     | «Closer to the Edge»           | Бартолом'ю Каббінз |
| 30 листопада 2010 | «Hurricane»                    | Бартолом'ю Каббінз |
| 6 квітня 2011[1]  | «This is War»                  | Edouard Salier     |
| 19 квітня 2013    | «Up In The Air»                | Бартолом'ю Каббінз |
| 5 серпня 2013     | «Do Or Die»                    | Бартолом'ю Каббінз |
| 29 жовтня 2013    | «City of Angels»               | Бартолом'ю Каббінз |

Коментарі:
- A ↑  Допрем'єрний показ «This Is War» відбувся 1 квітня 2011 на каналі A-One.

### Саундтреки
| Рік  | Фільм/Гра                        | Пісня                 | Альбом                       |
| ---- | -------------------------------- | --------------------- | ---------------------------- |
| 2003 | Земне ядро                       | «Echelon»             | 30 Seconds to Mars           |
| 2005 | Madden NFL 06                    | «Attack»              | A Beautiful Lie              |
| 2006 | Madden NFL 07                    | «Battle of One»       | A Beautiful Lie              |
| 2007 | Без сліду                        | «The Kill»            | A Beautiful Lie              |
| 2007 | Невидимий                        | «The Kill»            | A Beautiful Lie              |
| 2008 | Guitar Hero World Tour           | «The Kill»            | A Beautiful Lie              |
| 2009 | Подвійна година                  | «A Beautiful Lie»     | A Beautiful Lie              |
| 2009 | Dragon Age: Origins              | «This Is War»         | This Is War                  |
| 2010 | Скайлайн                         | «Kings and Queens»    | This Is War                  |
| 2010 | Легенди нічної варти             | «Kings and Queens»    | This Is War                  |
| 2010 | Need for Speed: Hot Pursuit 2010 | «Edge of the Earth»   | 30 Seconds to Mars           |
| 2011 | Я номер чотири                   | «Escape»              | This Is War                  |
| 2011 | Камелот                          | «This Is War»         | This Is War                  |
| 2011 | Shift 2: Unleashed               | «Night of the Hunter» | This Is War                  |
| 2011 | Хранитель часу                   | «Kings and Queens»    | This Is War                  |
| 2012 | Товстун на ринзі                 | «Vox Populi»          | This Is War                  |
| 2013 | Нікіта                           | «Bright Lights»       | Love, Lust, Faith and Dreams |
| 2014 | Як приборкати дракона 2          | «Kings and Queens»    | This is War                  |
| 2014 | Assassin's Creed Rogue           | «Birth»               | Love, Lust, Faith and Dreams |

## Інше
| Рік  | Пісня                                          | Примітка |
| ---- | ---------------------------------------------- | --- |
| 2006 | «Santa Through The Back Door»                  | Оригінальна пісня вийшла на збірці Kevin & Bean’s Super Christmas. |
| 2007 | «Stronger»                                     | Кавер на пісню Каньє Веста, який вийшов на Radio 1's Live Lounge – Volume 2. Від якого також з'явилась B-side «From Yesterday» бонус трек до deluxe edition збірки This Is War. |
| 2008 | «The Only One» (Remix 4 by 30 Seconds to Mars) | Пісня The Cure, яка вийшла в міні-альбомі Hypnagogic States. 30 Seconds to Mars зробили ремікс на пісню, але не выступають з ним.                                               |